# Verzorgingstehuis Borgerstein

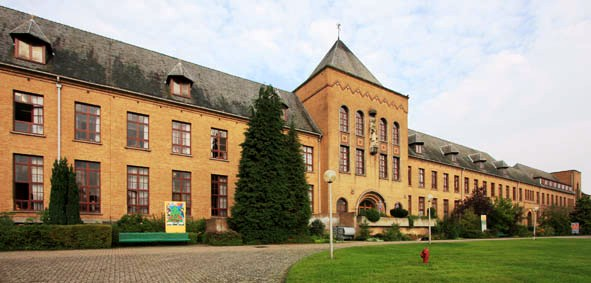
Verzorgingstehuis Borgerstein

Het Verzorgingstehuis Borgerstein is een verzorgingstehuis in de tot de Antwerpse gemeente Sint-Katelijne-Waver behorende wijk Pasbrug-Nieuwendijk, gelegen aan het Ijzerenveld 147.

## Geschiedenis
Hier werd van 1933-1935 het Sint-Jozefseminarie gebouwd naar ontwerp van Simon Van Craen. Het betrof een groot complex met neoromaanse en art deco stijlelementen. In die tijd was het aantal priesterroepingen groot. Vanaf 1955 nam dit echter in snel tempo af en omstreeks 1965 werd het seminarie gesloten. Priesterstudenten konden voortaan terecht bij het Grootseminarie van Mechelen of bij het Johannes XXIII seminarie te Leuven. Het grote gebouw deed nog een tijdje dienst als opleidingscentrum maar kwam grotendeels leeg te staan.
In 1974 werd het complex verkocht en ingericht als verzorgingstehuis voor bejaarden en voor gehandicapte volwassenen.